# Wilhelm Kempff
Wilhelm Kempff (ur. 25 listopada 1895 w Jüterbogu, zm. 23 maja 1991 w Positano) – niemiecki pianista i kompozytor.

## Młodość
Pochodził z rodziny znanych muzyków kościoła luterańskiego. Naukę gry rozpoczął w wieku czterech lat u swego ojca Wilhelma, kantora i organisty, kontynuował u Idy Schmidt-Schlesicke. Debiutował w Poczdamie w wieku 6 lat. Dzięki wstawiennictwu Georga Schumanna, dyrektora berlińskiej Singakademie, którego oczarowała gra i talent improwizatorski dziewięcioletniego Kempffa (grał z pamięci i transponował fugi z Das Wohltemperierte Klavier Bacha), rozpoczął on naukę fortepianu u Karla Heinricha Bartha (ucznia Karola Tausiga i Hansa von Bülowa) i kompozycji u Roberta Kahna (ucznia Johannesa Brahmsa) w Hochschule für Musik w Berlinie (1904). Pozostali jego nauczycielami po wstąpieniu w 1914 do berlińskiej Musikhochschule.
Od 1914 kontynuował naukę u Bartha i Kahna w wyższej szkole w Berlinie, jednocześnie studiował na Uniwersytecie historię muzyki i filozofię. W latach 1916–1917 towarzyszył jako pianista i organista Berliner Hof- und Domchor podczas jego występów w Niemczech i Skandynawii. Uczelnię ukończył w 1917, uzyskując nagrodę im. Mendelssohna w dziedzinie kompozycji i gry fortepianowej (ukończył również klasę organów).

## Pierwsze występy
W tym okresie obficie komponował, jego utwory wykonywane były w wielu miastach niemieckich i europejskich. W 1918 wystąpił w Filharmonii Berlińskiej, wykonując Koncert G-dur Beethovena pod dyrekcją Artura Nikischa. W dwudziestoleciu międzywojennym koncertował w całych Niemczech, Skandynawii, Turcji, Ameryce Południowej, a w czasie II wojny światowej – we Francji i Berlinie. Koncertował też w Japonii.
Jako kameralista grał m.in. z Yehudim Menuhinem, Henrykiem Szeryngiem, Pierre'em Fournierem i Mstisławem Rostropowiczem.

## Szczyt popularności
W 1951 wystąpił po raz pierwszy w Londynie, zaś w 1964 – w USA, budząc entuzjazm krytyki swoimi interpretacjami Beethovena i Schumanna. W 1986 osiadł w Positano koło Neapolu, gdzie od 1957 organizował festiwal Beethovenowski. Ostatni publiczny występ pianisty odbył się w 1981 w Paryżu.
Kempff posiadał fenomenalną pamięć muzyczną i umiejętności improwizatorskie.
Nazywany był „księciem fortepianu” i uznany za jednego z największych pianistów XX w. Beethovenista (nagrał m.in. wszystkie sonaty i koncerty tego kompozytora), wspaniale interpretował także dzieła Bacha, Mozarta, Schuberta (jako pierwszy zarejestrował komplet sonat fortepianowych), Schumanna, Brahmsa, Chopina i Liszta.

## Kompozytor i pedagog
Jako kompozytor pozostawił m.in. cztery opery, oratorium, dwie symfonie, koncert skrzypcowy i fortepianowy, utwory kameralne, pieśni oraz transkrypcje utworów Bacha i Mozarta. W 1952 wydał dzieła fortepianowe Schumanna (7 tomów). Jest autorem pracy Unter dem Zimbelstern: das Werden eines Musikers (1951) i autobiografii Was ich hörte, was ich sah: Reisebilder eines Pianisten (1981).
Zajmował się także działalnością pedagogiczną. W latach 1924–1929 prowadził klasę mistrzowską w Hochschule für Musik w Stuttgarcie, następnie wykładał na letnich kursach w Poczdamie (1931-1941), a od 1957 organizował coroczne kursy beethovenowskie w swojej willi w Positano. Jego uczniami byli: Marie-Françoise Bucquet, Eric Heidsieck, John Lill, Mitsuko Uchida, Annette Servadei i inni.